# مزایده معکوس

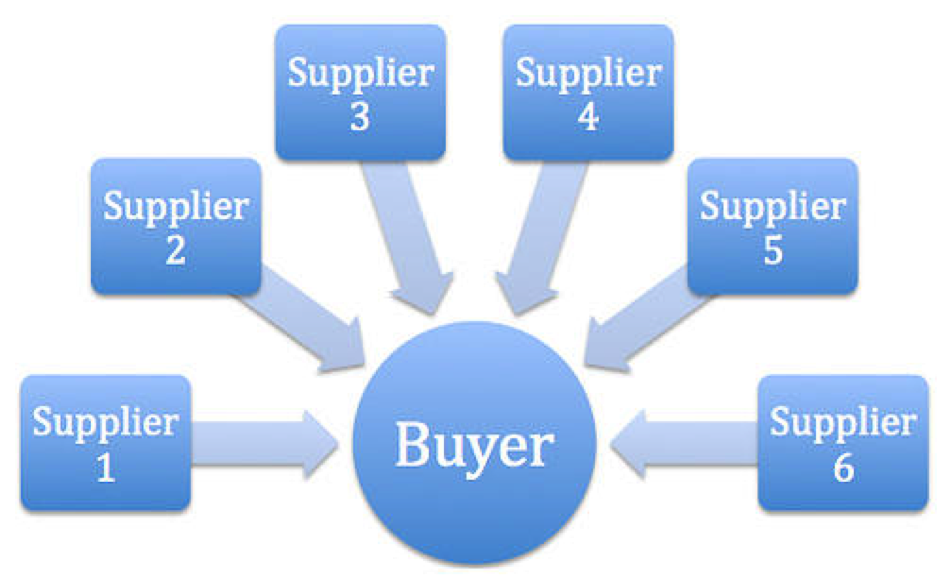
مزایده معکوس

مزایده معکوس، (به انگلیسی: reverse auction) نوعی مزایده است، که در آن جای خریدار و فروشنده عوض می‌شود و خریدار تقاضای خود را برای کالا یا خدماتی اعلام می‌کند و فروشندگان پیشنهاد قیمت فروش را اعلام می‌کنند و این قیمت برای بدست آوردن معامله به‌طور مداوم بهینه شده و کاهش می‌یابد. در پایان پایین‌ترین قیمت، برنده خواهد بود.
آن چه که به عنوان تعریف مُزایده یا حراج معمولاً ارائه می‌شود در واقع نوع خاصی از مزایده‌است که آن را با عنوان مزایده انگلیسی یا مزایده استاندارد معرفی خواهیم کرد. اما اصولاً در هر مزایده سه عنصر مزایده گذار، کالا و پیشنهاد دهنده گان وجود دارد و مزایده زمانی شکل می‌گیرد که تقاضا برای کالا یا کالاها بیشتر از مقدار موجود است و پیشنهاد دهندگان برای بدست آوردن کالا با یکدیگر رقابت می‌کنند. در هر مزایده، مزایده گذار تلاش می‌کند تا کالای خود را به بیشترین قیمت ممکن به فروش بگذارد و در مقابل، پیشنهاد دهندگان در پی تصاحب کالا با کمترین قیمت می‌باشند. انواع مختلف مزایده، هر کدام در پی یافتن روشی هستند که از یک طرف این حس را در پیشنهاد دهندگان به وجود آورد که کالا را به قیمت قابل قبولی خریده‌اند و از سوی دیگر افراد را ترغیب کند تا نزدیکترین مبلغ به آنچه که حاضر به پرداخت آن برای کالای مورد نظر هستند را پیشنهاد دهند.